# A&M Records
A&M Records foi uma gravadora norte-americana pertencente e administrada pela Universal Music Group, fundada em 1962 por Herb Alpert e Jerry Moss.

## História da companhia

### O início
A A&M Records foi formada em 1962 por Herb Alpert e Jerry Moss. O primeiro nome escolhido por eles foi "Carnival Records", sob o qual eles lançaram dois singles antes de descobrirem que outra empresa de gravação havia sido batizada com o nome Carnival. A companhia foi então renomeada para "A&M", fazendo referência as iniciais de Alpert e Moss. De 1966 a 1999, A companhia teve sua sede mantida no prédio do famoso Estúdio Charlie Chaplin, localizado próximo à Avenida Sunset (Hollywood, Califórnia). (Os Estúdios A&M e escritórios executivos são agora o lar da Jim Henson Produções e seu centro financeiro é agora o lar da American Academy of Dramatic Arts.)
Através dos anos 1960 e 70, a A&M esteve entre as líderes da música pop "light", com grandes artistas da época, como: Herb Alpert e Tijuana Brass, Burt Bacharach, Sérgio Mendes, Os Carpenters, Captain & Tennille, Fairport Convention, e Paul Williams. A A&M, inclusive, explorou uma vasta quantidade de gêneros musicais dos Irmãos Johnson para Rita Coolidge. Sua subsidiária Ode Records lançou o álbum de grandes artistas como Carole King e a dupla de comediantes Cheech e Chong.
Após algum tempo, a A&M se tornou a maior companhia de gravações na América até 1979, quando ela entrou para a rede de distribuições RCA Records (que depois se tornou a BMG).
O sucesso da A&M foi sustentado durante os anos 1980 por artistas notáveis como: Joe Cocker, Janet Jackson, Atlantic Starr, Procol Harum, Spooky Tooth, Nazareth, The Tubes, Styx, The Police, Suzanne Vega, Supertramp, Annabel Lamb, Bryan Adams, Joe Jackson e Peter Frampton.

### Os anos com a PolyGram
- Após passar os anos 1980 tendo seus LPs, Tapes e Compact Discs, bem como suas gravações por Distribuição na América do Norte e na Europa pela RCA Victor até 1985, depois pela RCA Ariola e de 1987 até o começo de 1989 pela RCA BMG Ariola, enquanto que neste período todo no Brasil, na América do Sul, na América Central e no Caribe estes LPs, Tapes e Compact Discs e estas Gravações tiveram Distribuição pela antiga Gravadora Discos CBS.
- A A&M foi vendida para a PolyGram em 1989 por aproximadamente US$ 500 milhões. Após a sua venda, a A&M se tornou uma das mais fortes e dominantes empresas da PolyGram, enquanto continuava a ser administrada independentemente desta.

Durante os anos 1990, a companhia continuou lançando álbuns famosos e aclamados pelos críticos, de artistas e bandas como:  Soundgarden, Extreme, Amy Grant, John Hiatt, Sting, Blues Traveler, Barry White, e Aaron Neville assim como alguns artistas revelação, como: Sheryl Crow, CeCe Peniston, e o Gin Blossoms. A companhia estendeu sua lista de trilhas sonoras em filmes como Robin Hood: O Príncipe dos Ladrões, Os Três Mosqueteiros, Sabrina, The Living Sea, Demolition Man (O Demolidor no Brasil e Homem-demolidor em Portugal), Máquina Mortífera 3, e muitos outros.
A A&M foi a líder no mercado e licenciamento de inovações musicais e foi o primeiro selo a autorizar o uso de suas músicas em videogames com Soundgarden aparecendo no jogo "Road Rash 3DO", da Electronic Arts, lançado em 1994

### A&M sob domínio da Universal e Interscope
Em 1998, a PolyGram foi comprada pela Seagrams e colocada no Universal Music Group. A consolidação desses dois gigantes do mundo da música causou uma bagunça de selos. Sequencialmente, a A&M foi reduzida de tamanho e estatura, e foi imergida na divisão da Interscope Records (que ao mesmo tempo absorveu também a Geffen Records), também da Universal Music Group.
A A&M fechou suas portas no Chaplin aproximadamente em 1999. Durante a celebração de "despedida", a equipe da companhia colocou um pano negro sobre a placa da A&M, indicando a morte da empresa. Muitos dos empregados da companhia (alguns que inclusive trabalhavam na empresa há mais de uma década) foram demitidos, enquanto vários de seus artistas foram derrubados. Alpert e Moss foram à Universal Music Group em 2000, declarando que eles haviam violado um termo contratual que dizia que a A&M Records poderia reter sua cultura corporativa.
O primeiro álbum que a A&M Records lançou dentro da Universal Music Group e da Interscope Records foi o álbum Brand New Day, de Sting, em 1999. Em adição a Sting, ao mesmo tempo em que ocorria a reestruturação da A&M, a companhia continuou a dar lucro com o lançamento de álbuns de sucesso de artistas muito conhecidos, como Sheryl Crow e Brian Adams, assim como os de artistas e grupos musicais que ficaram hoje mundialmente conhecidos, como The Black Eyed Peas e Pussycat Dolls.

## Alguns artistas do selo
- Janet Jackson (A&M Records)
- +44 (Interscope Records)
- 50 Cent (Interscope Records)
- All-American Rejects (Interscope Records)
- Audioslave (Interscope Records)
- Black Eyed Peas (A&M Records)
- Bryan Adams (A&M Records)
- Daddy Yankee (Interscope Records)
- Eminem (Interscope Records)
- Fergie (will.i.am Music Group)
- Gwen Stefani (Interscope Records)
- Keane (Interscope Records)
- Pussycat Dolls (A&M Records)
- Sérgio Mendes (will.i.am Music Group)
- Snow Patrol (A&M Records)
- Sting (A&M Records)
- t.A.T.u. (Interscope Records)
- U2 (Interscope Records)

## Selos afiliados
A A&M tem uma longa história de manufaturação e distribuição de gravações para outros selos, incluindo:
- Shelter Records (na Grã-Bretanha, anos 1970)
- Dark Horse Records (1974–1976)
- Ode Records (1970-1975)
- I.R.S. Records (1979–1985)
- Windham Hill Records (e selos subsidiários) (1982–1985)
- Gold Mountain Ltd. (1983–1985)
- Word Records (e selos subsidiários: ´Exit Records, Myrrh Records, Live Oak Records) (1985–1990)
- Nimbus Records (1987-1990)
- Delos (1988-1990)
- Denon (1988-1992)
- Flip (1996-1998)
- TwinTone (1998)
- Cypress Records (1988–1990)
- Tabu Records (1991-1993)
- Atlas Records (1994-1996)
- Heavyweight Records (1998)
- DV8 Records (1995-1998)
- T.W.Is.M (1996-1998)
- ANTRA Records (1998)
- 1500 Records (1998)
- will.i.am Music Group (2006-presente)
- Tropical Records (2007-presente)

Os lançamentos da A&M no Reino Unido são hoje distribuídos pela Pye Records desde 1967. A&M Records Ltd. foi estabelecida em 1970 e sua distribuição é desde então mantidas por outros selos presentes na Europa. A&M Records of Canada Ltd. foi criada em 1970, e a A&M Records of Europe em 1977.
Através dos anos, a A&M incorporou gravadoras especiais como: Almo International for middle of the road; Omen Records (1964–1966)
for soul; Horizon Records
for jazz (1974–1978); AyM Discos
Divisão da América Latina; Vendetta Records (1988–1990) como uma gravadora de dance. Tuff Break Records por músicas de hip hop (1994-1995) foi outra adição.
Em 1991, a A&M criou a Perspective Records através de um acordo entre o time de produtores Jimmy Jam e Terry Lewis. Desde a metade da década de 1990, a A&M tem distribuído seu selo irmão, Polydor Records. Com o desmantelamento das operações da Polydor Norte-Americana em 1999, a distribuição dos lançamentos da Polydor no Reino Unido são de responsabilidade da A&M Norte-Americana - enquanto a Polydor distribui os lançamentos internacionais da A&M.